# 冈布茨

单单稳态冈布茨模型回到其稳定的平衡位置

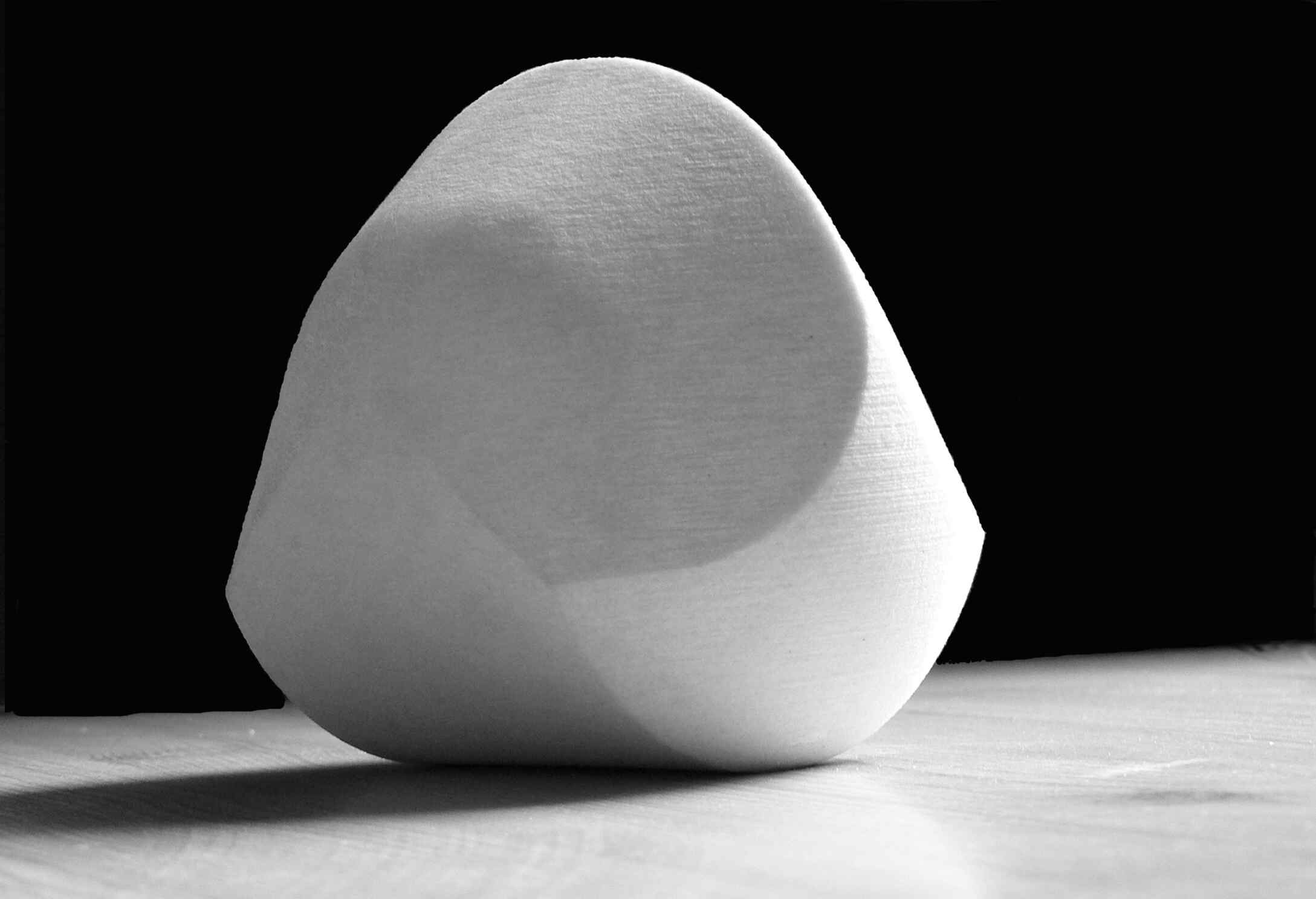
冈布茨僅有一個穩定和一個不穩定平衡點

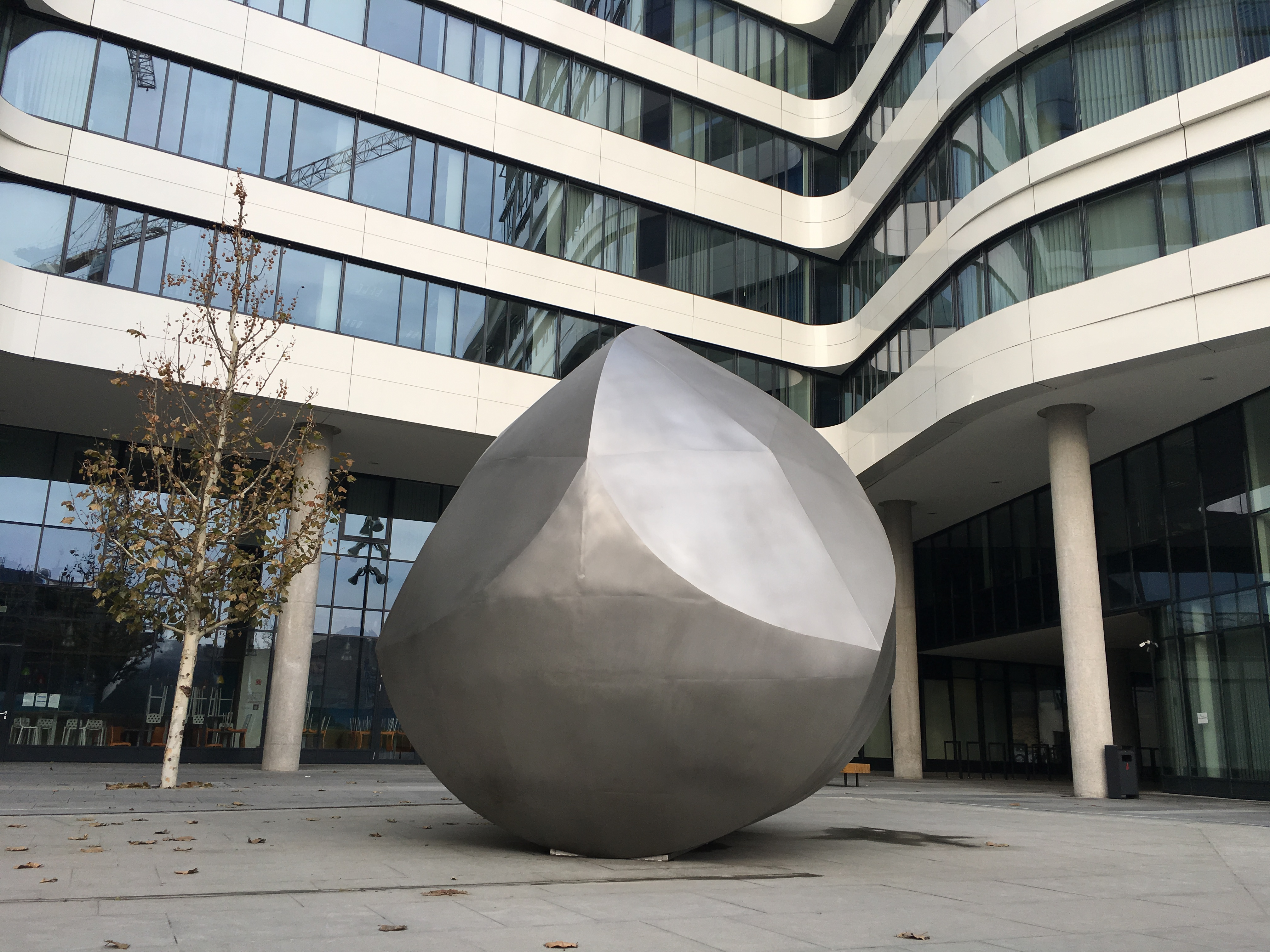
4.5 m 2017年布达佩斯Corvin区的冈布茨雕像

冈布茨（匈牙利語：Gömböc，發音：[ˈɡømbøt͡s]）是第一个被制造出来的为人所知的具有单单稳态性质的三维凸均勻體，在平面上，单单稳态物体只具有一个稳定和一个不稳定的力学平衡点。1995年俄羅斯數學家弗拉基米爾·阿諾爾德猜想存在這類三維凸均勻體。2006年匈牙利科学家多莫科什·加博爾和瓦爾科尼·彼得證明了這類物體存在並構造出來。单单稳态的形态多种多样，它们中大多数都接近圆形并且有着非常严苛的形状公差要求（大约千分之一）。
冈布茨作为第一个被制造出来的单单稳态形状极为出名。它具有如图所示的一个尖顶。该形状解释了一些陆龟是如何利用它们身体的形状在其翻过来以后回到平衡点的。冈布茨的许多副本被捐赠给了一些机构和博物馆，其中最大的一个在中国2010年上海世界博览会上被展出。2017年12月，一个4.5米（15英尺）大的冈布茨雕塑被安放在了布达佩斯的Corvin广场。

## 命名
如果对物体的「平度」和「扁度」进行定量分析，除球体之外，已发现的单单稳态体近似于球体的，因此，该几何形状被命名为冈布茨（Gömböc，是匈牙利语中的“球形”）。冈布茨一词最初指的是一种类似香肠的食物：用调味猪肉填充猪胃，类似于肉馅羊肚。在匈牙利文化中有一个关于拟人化冈布茨吞食人的故事。 

## 历史

推动不倒翁时，其重心会从绿线上升到橙色线位置，此时重心点不在其与地面接触点的正上方。

在几何学上，具有一个稳定的平衡位置的物体被称作单稳态的。单单稳态是为了描述一个仅具有一个稳定平衡位置和一个不稳定平衡位置的物体而创造的术语。（先前已知的单稳态多面体不符合单单稳态的定义，因为它具有三个不稳定的平衡点）一個質心偏离了几何中心的球是单单稳态体，不倒翁則是一个更常见的例子（见左图）。它不仅具有较低的质心，而且具有特定的形状。在平衡状态下，质心和触地点在垂直于地面的直线上。推动玩具时，其质心上升，偏离该直线。这会产生一个使玩具回到平衡位置的扶正力矩。
上述例子中的单单稳态体不可能是均匀的，也就是说，它们的材料密度在其整体上是变化的。俄罗斯数学家弗拉基米爾·阿諾爾德于1995年提出了一个问题，即是否可以构造一个具有单单稳态且又均匀的三维凸多面体（凸集）。凹凸性对于单单稳态很重要，因为构造单单稳态非凸多面体很容易（例如，内部有空腔的球）。凸多面体是指物体上任意两点之间的直线段均在物体内部，换句话说，该表面没有凹陷区域，而且每个点都向外突出（或者至少是平坦的）。从经典四顶点定理的几何和拓扑概论中已经知道，平面曲线具有至少四个曲率极值，更确切地说，这函数有至少两个局部极大值和至少两个局部极小值（请参见右图），表示在二维中不存在凸多边形的单稳态体。人们普遍认为三维物体应该有至少4个极值，而阿诺德推测此数字可能会更小。

## 数学解

椭圆（红色）及其渐屈线（蓝色），显示曲线的四个顶点。每个顶点对应于渐屈线的尖点。

冈布茨形状

2006年，加博爾·多莫科什和彼得·瓦尔科尼于解决了上述问题。加博爾·多莫科什是一名工程师和建筑师，当时是布达佩斯科技经济大学的力学材料结构系主任。自2004年起，他成为了匈牙利科学院最年轻的成员。彼得·瓦尔科尼受过工程师和建筑师培训，他是加博爾·多莫科什的学生，并且是1997年国际物理奥林匹克竞赛的银牌得主。2006年至2007年在普林斯顿大学担任博士后研究员后，他担任布达佩斯科技经济大学的助理教授。加博爾·多莫科什以前一直在研究单单稳态问题。1995年，他在汉堡的一次主要数学会议上遇到了阿诺德，在那儿，阿诺德作了一次阐述了大多数几何问题都有四个解或极值点的报告。但在一次个人讨论中，阿诺德质疑单单稳态体是否需要四个极值点，并鼓励多加博爾·多莫科什寻找平衡性较小的例子。
该结果的严格证明过程可以在他们的工作参考中找到。总体来说，确实存在并且不是唯一的具有一个稳定平衡点和一个不稳定平衡点的三维均质凸多面体（单单稳态体）。这种单单稳态体很难形象化地描述和识别。它们的形态与任何经典的其他的平衡几何类别都不同。它们应具有最小的平度，并且为避免具有两个不稳定平衡点，还必须具有最小的扁度。它们是唯一同时具有最小的平整度和薄度的非退化对象。它们对外部形状微小的变化是非常敏感的。例如，加博爾·多莫科什和彼得·瓦尔科尼的第一个解决方案非常类似于球体，其形状偏差仅为10−5。由于其很难通过实验进行测试，所以被舍弃了。后来，他们又发表了对形状敏感度较低的方案，形状偏差为10−3，即，10厘米的偏差为0.1毫米。
加博爾·多莫科什和他的妻子通过分析卵石并记录其平衡点，开发了形状分类系统。在一次实验中，他们测试了在希腊罗得岛海滩上收集的2,000个卵石，但没有在其中发现任何单单稳态体，这说明了发现或建造这样一个单单稳态体的难度。
加博爾·多莫科什和彼得·瓦尔科尼的方案是构造具有弯曲的边缘，类似于具有压缩顶部的球体。上图为处于平衡状态的单单稳态体。通过将图形绕水平轴旋转180°可获得其不稳定的平衡位置。从理论上讲，它将停留在那儿，但是最小的扰动会使它回到稳定点。特别是，其平度和扁度极小，这是具有此属性的唯一非退化对象类型。加博尔·多莫科什和彼得·瓦尔科尼致力于找到一种多面体解决方案，其表面由最少数量的平面组成。如果有人找到一种多面体的面，边和顶点的最小数目F,E和V，将会被奖励一百万除以C=F+E+V-2美元的奖金，其中C为单单稳态多面体的机械复杂性。显然，人们可以用有限数量的离散表面来近似曲线曲线。但是，他们估计要实现这一目标将需要数千个平面。他们希望通过奖励的方式来激励大眾找到与他们不同的解决方案。

## 与动物的联系

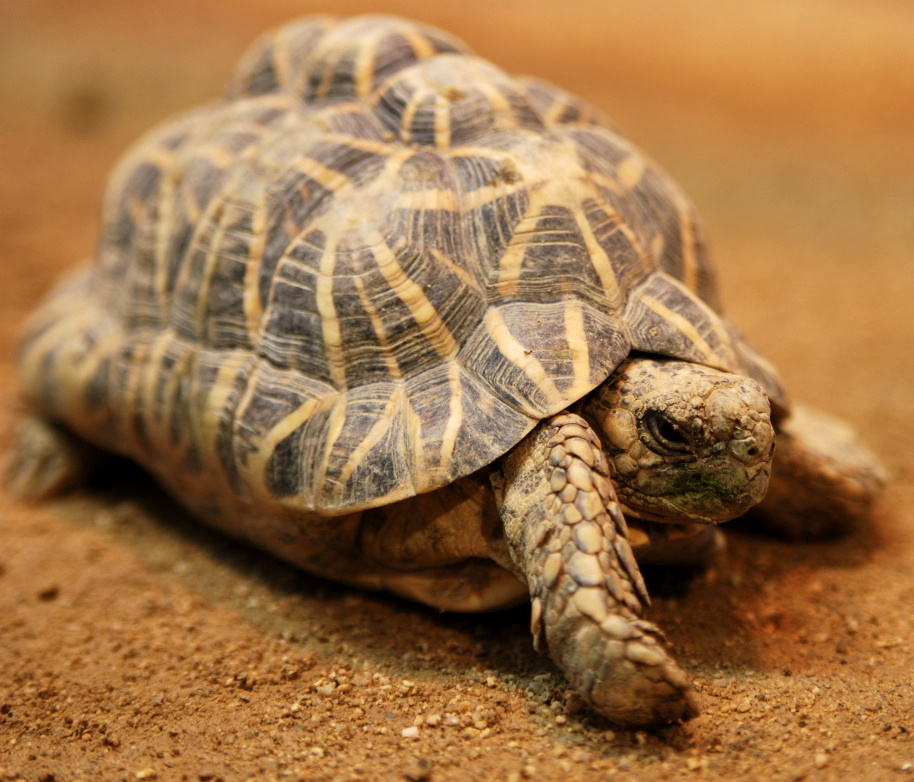
印度星龟的外壳形状酷似冈布茨。这种乌龟可以轻松滚动，而无需过多依赖其四肢。

冈布茨的平衡特性与带外骨骼动物（例如乌龟和甲虫）的“扶正响应”（即倒置时可以转身回正的能力）异曲同工。这种能力在战斗中或者抵抗掠食者时至关重要。冈布茨仅存在一个稳定点和一个非稳定点，这意味着无论如何推动或旋转，它都会恢复到这个平衡状态。相对扁平的动物（例如甲虫）在很大程度上依赖于通过移动其肢体和翅膀来恢复爬行姿势，而许多圆拱形乌龟的四肢太短，无法用来矫正自己。
加博爾·多莫科什和彼得·瓦尔科尼用了一年的时间在布达佩斯动物园，匈牙利自然历史博物馆和布达佩斯的各种宠物商店里测量乌龟，并对它们的外壳进行数字化和分析，试图在几何学中“解释”它们的身体形状和功能。他们的第一篇生物学论文在被拒了五次后才最终被生物学杂志《皇家学会报告》所录用。随即，它被数个科学期刊所报道，包括科学期刊《自然》和《科学》。报道表明，陆龟的扁平壳有利于游泳和挖掘，但是，锋利的外壳边缘阻碍了其翻滚。这些乌龟通常有长长的腿和脖子可以用来推动地面，得以在倒置时能恢复正常位置。相反，“更圆”的乌龟很容易自行滚动，再加上其肢体较短，因此在失去的平衡时很少使用它们。圆拱壳还可以更好地抵抗捕食者的压碎颚和更好地进行温度调节。

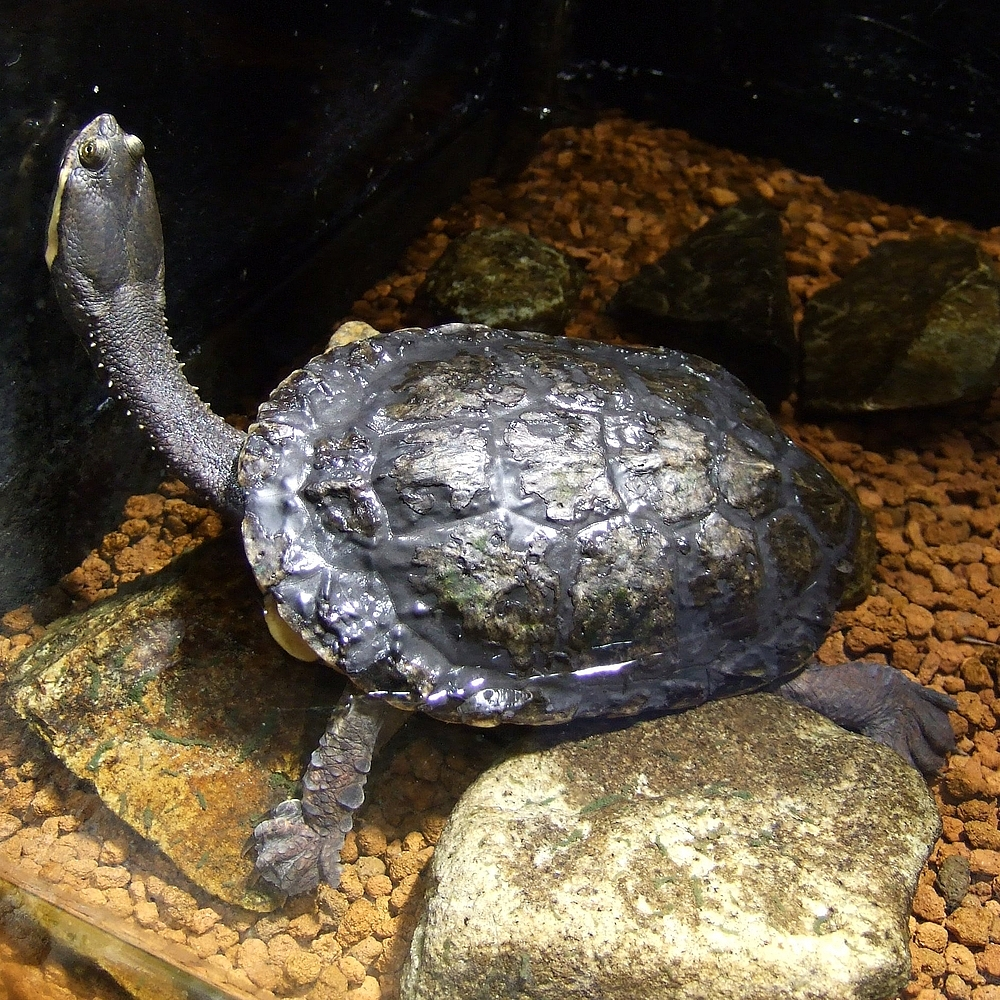
阿根廷蛇颈龟是扁平龟的一个例子，扁平的龟依靠长脖子和腿倒置时可以翻身。

一些古生物学家已经使用冈布茨理论解释了乌龟的体型。例如，现代生物力学的先驱之一罗伯特·麦克尼尔·亚历山大将该理论应用到了在2008年有关进化优化的全会报告中。

## 与岩石、鹅卵石和柏拉图立方体的联系
冈布茨的发现推动了有关自然形状演变的研究：尽管冈布茨形状的鹅卵石几乎没有，但几何形状和静态平衡点数量之间的联系似乎是理解自然形状演变的关键：实验和数值证据表明，自然磨损会减少沉积颗粒静态平衡点的数量N。这项观察有助于确定控制这一过程的几何偏微分方程，这些模型不仅为火星卵石的起源和小行星奥陌陌的形状提供了重要证据。
尽管由于碰撞和摩擦磨损而产生的碎屑都逐渐消除了平衡点，但是其仍无法成为冈布茨的形状。最终，具有N = 2个平衡点的形状似乎成为了自然演化过程无法达到的终点。同样的不可见的起点似乎是具有N = 26个平衡点的立方体，这证实了柏拉图的四个古典元素和具有五个柏拉图立体的宇宙的假说，尤其是他用立方体确定了地球元素。尽管这一说法长期以来仅被视为一个隐喻，但最近的研究证明了它在定性上是正确的：自然生成的碎片的碎片形状可以用多面体来近似，这些碎片的面、顶点和边的统计平均值分别为6，8和12，这与其相对应的立方体是一致的。这在洞穴比喻中有很好的体现，柏拉图认为直观可见的物理世界（自然產生的碎屑）可能是现象真正本质（立方体）的扭曲阴影。
这一结果受到了包括《科学》、《普及力學》、《量子雜誌》、《連線》、《Futura-Sciences》、意大利语版的《科学美国人》和希腊日报《論壇報》在内的著名科学期刊广泛报道。2020年，《科学》将该文章列为年度十大最有趣的研究，并在“年度突破，顶级在线新闻和科学书籍重点”播客中，新闻编辑David Grimm与主持人Sarah Crespi讨论了四个最著名的研究项目，并称冈布茨研究为迄今为止最具哲学意义的论文。

## 工程应用
由于近似于球体，单单稳态体对精度要求很高，设计制造一个冈布茨所需求的加工精度是惊人的（<0.01％）。但如果抛开均质性这一要求的话，作为一个几何参考，冈布茨能够很好地帮助人们找到底部带重物物体实现自稳定特性的最优形状。
这激发了由宾夕法尼亚大学的维杰·库玛领导的工程师团队的灵感，他们设计了一种类冈布茨结构的笼子，用于帮助无人机在空中碰撞后保持稳定。
由麻省理工学院和哈佛大学的罗伯特·兰格领导的团队设计了一种受冈布茨启发的胶囊，该胶囊可在胃中释放胰岛素从而代替1型糖尿病患者的注射剂。该设计的关键在于使胶囊能够达到胃中的特定位置的特性，该特性是在胶囊的重量分配，形状设计和自稳定性优化下共同实现的。在论文中，研究者研究了有关冈布茨的论文和乌龟壳的几何形状后，通过优化制造了一个轮廓几乎与冈布茨的正面相同单单稳态胶囊。
在争夺2017年美洲杯帆船赛时，新西兰酋长队开发了一种模拟软件用以优化其AC50双体船的性能。并决定根据船的所需单单稳态平衡设计需求将为软件命名为“冈布茨”，以表彰纪念致力于冈布茨形状开发的相似优化工作。冈布茨软件正迅速成为所有性能艇的海军建筑师的标准工具。

## 制造
冈布茨严格的形位公差极大的限制了它的制造。2006年夏，第一个冈布茨样板由三维快速成型技术制造了出来，然而，由于它的加工精度低于所需要求，导致了它经常卡在中间位置而不能恢复到稳定的平衡状态。后来，通过选用不同的结构材料和使用数控机床加工，其制造工艺得到了极大的提升。特别地，由于透明（特别是浅色材料）固体材料能更好地表现出其均质性，因此在视觉上更吸引人。目前用于制造冈布茨的材料包括各种金属、合金和塑料（例如有机玻璃聚甲基丙烯酸甲酯）。除了数控铣削加工之外，还发明了一种特殊的混合技术（铸造铣削结合）来生产功能强大但质量轻且价格合理的冈布茨模型。
冈布茨模型的平衡特性很容易受到其机械缺陷和表面灰尘的影响。一旦其发生损坏，恢复原始形状的过程要比重新制造一个复杂得多。虽然从理论上讲，平衡特性不应该取决于材料和物体的大小，但实际上，较大和较重的冈布茨模型更容易在出现缺陷的情况下保持平衡特性。

## 冈布茨模型

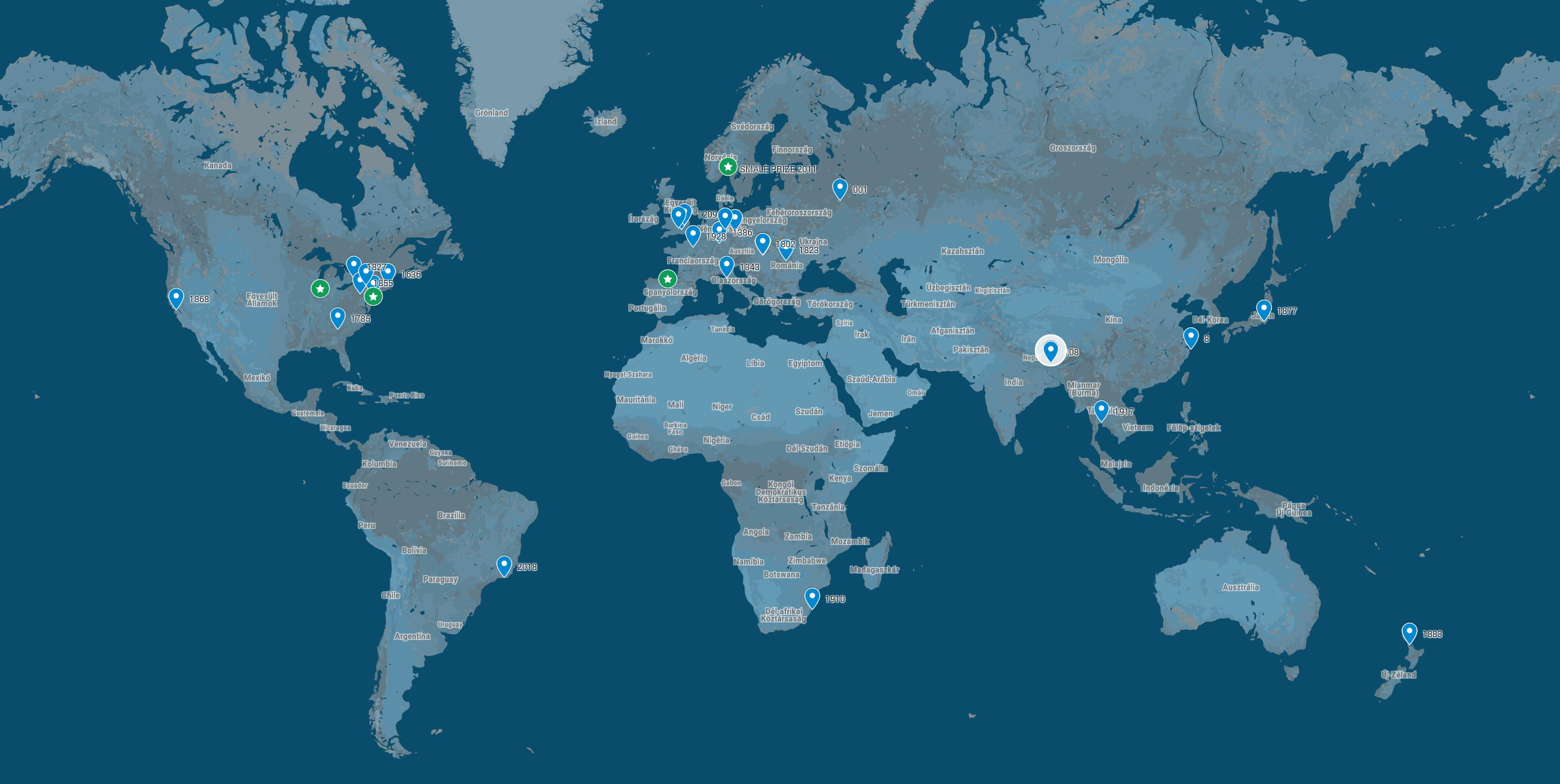
世界范围冈布茨模型分布，点击链接获取更多信息

2007年，一系列冈布茨模型被制造了出来，这些模型都被冠以唯一的数字编号N（N的取值范围为1≤N≤Y，其中Y表示当前年份），且每个编号仅被使用一次，需注意的是，冈布茨的制造顺序与N的顺序无关。
最初的冈布茨模型是通过快速成型法制造的，通过使用密度相同的不同材料将其序列号打印在模型内部。现在的冈布茨都是通过数控机床加工（CNC）制成的，对于每一个冈布茨模型的加工，都需要制造对应的一次性夹具。
在弗拉基米尔·阿诺尔德70岁时，多莫科什·加博爾和彼得·瓦爾科尼向其赠送了第一个带单独编号的冈布茨模型（冈布茨001）。该模型随后被阿诺尔德教授捐赠给了斯捷克洛夫数学研究所展出。
现有的大部分带编号的冈布茨模型都是私人所有的，很多都是在全球知名机构中被展出。这些模型中的大多数都是通过捐赠计划到达的其现所在地。
现有两种不带序列号的冈布茨模型。一是为中国2010年上海世界博览会会制作的11件刻有匈牙利馆的徽标的冈布茨作品。二是作为由计算数学基金会每三年颁发一次的斯蒂芬·斯马德数学奖的徽章。
有关每个冈布茨作品的详细信息，请参见下表。单击地图或在线手册 （页面存档备份，存于）获取更多信息。
| 编号 | 机构                                      | 国家/地区                       | 编号含义                                                                              | 展示日期   | 制造方式            | 材料         | 高 (mm) | 详情                                      | 更多                                                                                           |
| ---- | ----------------------------------------- | ------------------------------- | ------------------------------------------------------------------------------------- | ---------- | ------------------- | ------------ | ------- | ----------------------------------------- | ---------------------------------------------------------------------------------------------- |
| 1    | 斯捷克洛夫数学研究所                      | 莫斯科, 俄罗斯                  | 冈布茨1号                                                                             | 2007年8月  | 快速成型            | 塑料         | 85      | 展示图片 （页面存档备份，存于）           | 弗拉基米尔·阿诺尔德的寿礼                                                                      |
| 8    | 匈牙利馆                                  | 定海区, 中华人民共和国          | 8是中国的吉祥数字                                                                     | 2017年11月 | 由CNC加工的部件组装 | 有机玻璃     | 500     | 展示图片 （页面存档备份，存于）           | 最初在中国2010年上海世界博览会上展出                                                           |
| 13   | 温莎城堡                                  | 温莎,伯克郡, 英国               |                                                                                       | 2017年2月  | CNC                 | 99.99%银     | 90      | 展示图片 （页面存档备份，存于）           | 由奥托·阿尔布雷希特赞助                                                                        |
| 108  | 夏玛巴住所                                | 噶伦堡, 印度                    | 包含释迦牟尼教义的甘珠尔卷数                                                          | 2008年2月  | CNC                 | AlMgSi合金   | 90      | 捐赠仪式 （页面存档备份，存于）           | 卡马拉佛教社区的礼物                                                                           |
| 180  | 斐济国立大学                              | 苏瓦, 斐济                      | 第 180 条经线穿过斐济                                                                 | 2022年10月 | CNC                 | AlMgSi合金   | 90      | 展示图片 （页面存档备份，存于）           | 由匈牙利驻惠灵顿大使H.E. Zsolt Hetesy送出，由奥托·阿尔布雷希特赞助                             |
| 400  | 牛津大学新学院                            | 牛津, 英国                      | 萨维尔几何学教授成立纪念日                                                            | 2019年11月 | CNC                 | 铜           | 90      | 展示图片 （页面存档备份，存于）           | 由奥托·阿尔布雷希特赞助                                                                        |
| 500  | BPI 图书馆蓬皮杜中心                      | 巴黎, 法国                      | 在通用十进分类和杜威十进分类中，500都是数学和自然科学的代码                           | 2023年3月  | CNC                 | AlMgSi合金   | 300     | 展示图片 （页面存档备份，存于）           | 由奥托·阿尔布雷希特赞助                                                                        |
| 986  | 东地中海大学                              | 阿莫霍斯托斯, 塞浦路斯          | 建立日期-1000                                                                         | 2023年3月  | CNC                 | AlMgSi合金   | 90      | 展示图片 （页面存档备份，存于）           | 由奥托·阿尔布雷希特赞助                                                                        |
| 1209 | 剑桥大学                                  | 剑桥, 英国                      | 建立日期                                                                              | 2009年1月  | CNC                 | AlMgSi合金   | 90      | Whipple图书馆目录 （页面存档备份，存于）  | 发明人礼物Whipple Collection （页面存档备份，存于）的一部分                                    |
| 1222 | 帕多瓦大学                                | 帕多瓦, 意大利                  | 建立日期                                                                              | 2023年1月  | CNC                 | AlMgSi合金   | 90      | 展示图片 （页面存档备份，存于）           | 由奥托·阿尔布雷希特赞助                                                                        |
| 1303 | 罗马大学                                  | 罗马, 意大利                    | 建立日期                                                                              | 2023年4月  | CNC                 | AlMgSi合金   | 90      | 展示图片 （页面存档备份，存于）           | 由奥托·阿尔布雷希特赞助，由匈牙利驻罗马大使H.E. Ádám Zoltán Kovács送出                         |
| 1343 | 比萨大学                                  | 比萨, 意大利                    | 建立日期                                                                              | 2019年4月  | CNC                 | AlMgSi合金   | 90      | 展示图片 （页面存档备份，存于）           | 由奥托·阿尔布雷希特赞助                                                                        |
| 1348 | 温莎城堡                                  | 温莎,伯克郡, 英国               | 嘉德勋章设立日期                                                                      | 2017年2月  | CNC                 | 透明有机玻璃 | 180     | 庆典图片 （页面存档备份，存于）           | 由奥托·阿尔布雷希特赞助                                                                        |
| 1386 | 海德堡大学                                | 海德堡, 德国                    | 建立日期                                                                              | 2019年7月  | CNC                 | C透明亚克力  | 180     | 展示图片 （页面存档备份，存于）           | 由奥托·阿尔布雷希特赞助                                                                        |
| 1409 | 莱比锡大学                                | 莱比锡, 德国                    | 建立日期                                                                              | 2014年12月 | CNC                 | AlMgSi合金   | 90      | 展示图片 （页面存档备份，存于）           | 由奥托·阿尔布雷希特赞助                                                                        |
| 1410 | 少女峰山坳研究站                          | 少女峰山坳, 瑞士                | 建立日期月份（1922年10月14日）                                                        | 2022年6月  | CNC                 | AlMgSi合金   | 90      | 展示图片 （页面存档备份，存于）           | 由奥托·阿尔布雷希特赞助                                                                        |
| 1466 | 欧洲科学院                                | 牛津, 英国                      | 罗杰·彭罗斯伊拉斯谟奖章的补充 （页面存档备份，存于），德西德里乌斯·伊拉斯谟的出生年份 | 2021年10月 | CNC                 | AlMgSi 合金  | 90      | 活动描述 （页面存档备份，存于）           | 由奥托·阿尔布雷希特赞助, 匈牙利驻伦敦大使H.E. Ferenc Kumin送出                                 |
| 1477 | 乌普萨拉大学                              | 瑞典乌普萨拉, 瑞典              | 建立日期                                                                              | 2022年6月  | CNC                 | AlMgSi合金   | 90      | 展示图片                                  | 由奥托·阿尔布雷希特赞助，由匈牙利驻斯德哥尔摩大使H.E. Adrien Müller送出                        |
| 1546 | 剑桥大学三一学院                          | 剑桥, 英国                      | 建立日期                                                                              | 2008年12月 | CNC                 | AlMgSi合金   | 90      | 展示图片 （页面存档备份，存于）           | Domokos的礼物                                                                                  |
| 1636 | 哈佛大学                                  | 波士顿, 马萨诸塞州, 美国        | 建立日期                                                                              | 2019年6月  | CNC                 | AlMgSi合金   | 90      | 展示图片 （页面存档备份，存于）           | 数学模型收藏的一部分                                                                           |
| 1737 | 哥廷根大学                                | 哥廷根, 德国                    | 建立日期                                                                              | 2012年10月 | CNC                 | AlMgSi合金   | 90      | 展示图片 （页面存档备份，存于）           | 数学模型收藏的一部分                                                                           |
| 1740 | 宾夕法尼亚大学                            | 费城, 宾夕法尼亚州, 美国        | 建立日期                                                                              | 2020年12月 | CNC                 | AlMgSi合金   | 90      | 展示图片                                  | 由奥托·阿尔布雷希特赞助                                                                        |
| 1746 | 普林斯顿大学                              | 普林斯顿, 新泽西州, 美国        | 建立日期                                                                              | 2016年7月  | CNC                 | 透明有机玻璃 | 180     | 展示图片 （页面存档备份，存于）           | 由奥托·阿尔布雷希特赞助                                                                        |
| 1785 | 佐治亚大学                                | 雅典, 佐治亚州, 美国            | 建立日期                                                                              | 2017年1月  | CNC                 | AlMgSi合金   | 90      | 展示图片 （页面存档备份，存于）           | 由奥托·阿尔布雷希特赞助                                                                        |
| 1802 | 匈牙利国家博物馆                          | 布达佩斯, 匈牙利                | 建立日期                                                                              | 2012年3月  | CNC                 | 透明有机玻璃 | 195     | 展示图片 （页面存档备份，存于）           | 由托马斯·乔诺基赞助                                                                            |
| 1821 | 英国皇家财产局                            | 伦敦, 英国                      | 迈克尔·法拉第发明电动机日期                                                           | 2012年5月  | CNC                 | AlMgSi合金   | 90      | 庆典图片 （页面存档备份，存于）           | 授予给意昂集团的环境安全奖                                                                     |
| 1823 | 博莱艾博物馆                              | 羅馬尼亞 特尔古穆列什, 罗马尼亚 | 鲍耶·亚诺什宣布他发现非欧几里得几何时的蒂米什瓦拉年                                   | 2012年10月 | CNC                 | AlMgSi合金   | 90      | 展示图片 （页面存档备份，存于）           | 由奥托·阿尔布雷希特赞助                                                                        |
| 1825 | 匈牙利科学院                              | 布达佩斯, 匈牙利                | 建立日期                                                                              | 2009年10月 | CNC                 | AlMgSi合金   | 180     | 展示图片 （页面存档备份，存于）           | 在学院主楼展出                                                                                 |
| 1826 | 伦敦大学学院                              | 伦敦, 英国                      | 建立日期                                                                              | 2022年3月  | CNC                 | AlMgSi合金   | 90      | 展示图片 （页面存档备份，存于）           | 由匈牙利大使H.E. Ferenc Kumin送出，奥托·阿尔布雷希特赞助                                       |
| 1827 | 多伦多大学                                | 多伦多, 安大略省, 加拿大        | 建立日期                                                                              | 2019年6月  | CNC                 | AlMgSi合金   | 90      | 展示图片 （页面存档备份，存于）           | 数学模型收藏的一部分，由奥托·阿尔布雷希特赞助                                                  |
| 1828 | 德累斯顿工业大学                          | 德累斯顿, 萨克森, 德国          | 建立日期                                                                              | 2020年6月  | CNC                 | AlMgSi合金   | 90      | 展示图片 （页面存档备份，存于）           | 数学模型数字档案馆（DAMM）的一部分 （页面存档备份，存于）. 由奥托·阿尔布雷希特赞助             |
| 1831 | 纽约大学                                  | 纽约, 纽约州, 美国              | 建立日期                                                                              | 2021年11月 | CNC                 | AlMgSi合金   | 90      | 展示图片 （页面存档备份，存于）           | 由奥托·阿尔布雷希特赞助                                                                        |
| 1836 | 波尔图大学                                | 波尔图, 葡萄牙                  | 建立日期                                                                              | 2021年7月  | CNC                 | AlMgSi合金   | 90      | Picture of exhibit （页面存档备份，存于） | 由奥托·阿尔布雷希特赞助                                                                        |
| 1837 | 雅典大学                                  | 雅典, 希腊                      | 建立日期                                                                              | 2019年12月 | CNC                 | AlMgSi合金   | 90      | 展示图片 （页面存档备份，存于）           | 匈牙利大使馆的礼物                                                                             |
| 1853 | 洛桑联邦理工学院                          | 洛桑, 瑞士                      | 建立日期                                                                              | 2023年5月  | CNC                 | AlMgSi合金   | 90      | 展示图片 （页面存档备份，存于）           | 由奥托·阿尔布雷希特赞助                                                                        |
| 1854 | 苏黎世联邦理工学院                        | 苏黎世, 瑞士                    | 建立日期                                                                              | 2021年6月  | CNC                 | AlMgSi合金   | 90      | ETHZ网页新闻 （页面存档备份，存于）       | Part of the 数学模型收藏 （页面存档备份，存于）的一部分，由奥托·阿尔布雷希特赞助               |
| 1855 | 宾夕法尼亚州立大学                        | 州学院, 宾夕法尼亚州, 美国      | 建立日期                                                                              | 2015年9月  | CNC                 | AlMgSi合金   | 90      | 展示图片 （页面存档备份，存于）           | 由奥托·阿尔布雷希特赞助                                                                        |
| 1865 | 康奈尔大学                                | 伊萨卡, 纽约州, 美国            | 建立日期                                                                              | 2018年9月  | CNC                 | AlMgSi合金   | 90      | 展示图片 （页面存档备份，存于）           | Domokos的礼物                                                                                  |
| 1866 | Ardhi大学                                 | 达累斯萨拉姆, 坦桑尼亚          | 达累斯萨拉姆建成日期                                                                  | 2022年9月  | CNC                 | AlMgSi合金   | 90      | 展示图片 （页面存档备份，存于）           | 由匈牙利驻内罗毕大使H.E. Zsolt Mészáros送出，由奥托·阿尔布雷希特赞助                           |
| 1868 | 加利福尼亚大学伯克利分校                  | 伯克利, 加利福尼亚州, 美国      | 建立日期                                                                              | 2018年11月 | CNC                 | AlMgSi合金   | 90      | 展示图片 （页面存档备份，存于）           | 由奥托·阿尔布雷希特赞助                                                                        |
| 1877 | 东京大学                                  | 东京, 日本                      | 建立日期                                                                              | 2018年8月  | CNC                 | AlMgSi合金   | 90      | Picture of exhibit （页面存档备份，存于） | 数学模型收藏的一部分，由奥托·阿尔布雷希特赞助                                                  |
| 1878 | 斯德哥尔摩大学                            | 斯德哥尔摩, 瑞典                | 建立日期                                                                              | 2021年5月  | CNC                 | AlMgSi合金   | 90      | 展示图片 （页面存档备份，存于）           | 由匈牙利驻斯德哥尔摩大使H.E. Adrien Müller送给法学院，由奥托·阿尔布雷希特赞助                  |
| 1883 | 奥克兰大学                                | 奧克蘭, 新西兰                  | 建立日期                                                                              | 2017年2月  | CNC                 | 钛           | 90      | 展示图片 （页面存档备份，存于）           |                                                                                                |
| 1885 | 斯坦福大学                                | 美国加利福尼亚州斯坦福, 美国    | 建立日期                                                                              | 2022年5月  | CNC                 | AlMgSi合金   | 90      | 展示图片 （页面存档备份，存于）           | 由奥托·阿尔布雷希特赞助                                                                        |
| 1893 | 索伯列夫数学研究所                        | 新西伯利亚, 俄罗斯              | 新西伯利亚市设立日期                                                                  | 2019年12月 | CNC                 | AlMgSi合金   | 90      | 展示图片 （页面存档备份，存于）           | 由奥托·阿尔布雷希特赞助                                                                        |
| 1896 | 匈牙利专利局                              | 布达佩斯, 匈牙利                | 建立日期                                                                              | 2007年11月 | 快速成型            | 塑料         | 85      | 展示图片 （页面存档备份，存于）           |                                                                                                |
| 1905 | 新加坡国立大学                            | 新加坡, 新加坡                  | 建立日期                                                                              | 2021年12月 | CNC                 | AlMgSi合金   | 90      | 展示图片 （页面存档备份，存于）           | 由奥托·阿尔布雷希特赞助，由匈牙利大使H.E. Judit Pach递送                                       |
| 1908 | 阿尔伯塔大学                              | 阿尔伯塔, 加拿大                | 建立日期                                                                              | 2021年9月  | CNC                 | AlMgSi合金   | 90      | 展示图片 （页面存档备份，存于）           | 由奥托·阿尔布雷希特赞助                                                                        |
| 1910 | 夸祖鲁-纳塔尔大学                         | 德班, 南非                      | 建立日期                                                                              | 2015年10月 | CNC                 | AlMgSi合金   | 90      | 展示图片 （页面存档备份，存于）           | 由奥托·阿尔布雷希特赞助, 由匈牙利大使András Király赠送.                                        |
| 1911 | 里贾纳大学                                | 里贾纳, 萨斯喀彻温省, 加拿大    | 成立日期                                                                              | 2020年3月  | CNC                 | AlMgSi合金   | 90      | 展示图片 （页面存档备份，存于）           | 由奥托·阿尔布雷希特赞助                                                                        |
| 1917 | 朱拉隆功大学                              | 曼谷, 泰国                      | 建立日期                                                                              | 2018年3月  | CNC                 | AlMgSi合金   | 90      | 展示图片 （页面存档备份，存于）           | 匈牙利大使馆礼物                                                                               |
| 1924 | 匈牙利国家银行                            | 布达佩斯, 匈牙利                | 建立日期                                                                              | 2008年8月  | CNC                 | AlMgSi合金   | 180     | 展示图片 （页面存档备份，存于）           |                                                                                                |
| 1925 | 耶路撒冷希伯来大学                        | 耶路撒冷, 以色列                | 建成日期                                                                              | 2022年9月  | CNC                 | AlMgSi合金   | 90      | 展示图片 （页面存档备份，存于）           | 作为数学模型收藏的一部分，由匈牙利驻特拉维夫大使H.E. Levent Benkő送出，由奥托·阿尔布雷希特赞助 |
| 1928 | 亨利庞加莱研究所                          | 巴黎, 法国                      | 建立日期                                                                              | 2011年4月  | CNC                 | AlMgSi合金   | 90      | 展示图片 （页面存档备份，存于）           | 数学模型收藏的一部分                                                                           |
| 1930 | 莫斯科动力学院                            | 莫斯科, 俄罗斯                  | 建立日期                                                                              | 2020年12月 | CNC                 | AlMgSi合金   | 90      | 展示图片                                  | 匈牙利大使馆和莫斯科匈牙利文化研究所的礼物                                                     |
| 1935 | 科朗数学研究所                            | 纽约, 纽约州, 美国              | 建立日期                                                                              | 2021年2月  | CNC                 | AlMgSi合金   | 90      | 展示图片                                  | 由奥托·阿尔布雷希特赞助                                                                        |
| 1949 | 安第斯大学                                | 波哥大, 哥伦比亚                | 数学系建立日期                                                                        | 2023年4月  | CNC                 | AlMgSi合金   | 90      | 展示图片 （页面存档备份，存于）           | 由匈牙利驻波哥大大使H.E. Anna Zsófia Villegas-Vitézy送出，由奥托·阿尔布雷希特赞助              |
| 1978 | 特罗姆瑟大学                              | 特罗姆瑟, 挪威                  | 数学系建立日期                                                                        | 2020年8月  | CNC                 | AlMgSi合金   | 90      | 展示图片                                  | 数学模型收藏的一部分，由奥托·阿尔布雷希特赞助                                                  |
| 1996 | 布宜诺斯艾利斯大学                        | 布宜诺斯艾利斯, 阿根廷          | Juan José Giambiagi命名物理系日期                                                     | 2020年3月  | CNC                 | AlMgSi合金   | 90      | 展示图片 （页面存档备份，存于）           | 由奥托·阿尔布雷希特赞助, 由匈牙利大使Csaba Gelényi赠送                                         |
| 2013 | 牛津大学                                  | 牛津, 英国                      | 安德鲁·威尔斯数学大楼开放时间                                                         | 2014年2月  | CNC                 | 不锈钢       | 180     | 展示图片 （页面存档备份，存于）           | 由Tim Wong和Ottó Albrecht赞助                                                                  |
| 2016 | 奥克兰大学                                | 奧克蘭, 新西兰                  | 科学中心开放日期                                                                      | 2017年2月  | CNC                 | 透明有机玻璃 | 180     | 展示图片 （页面存档备份，存于）           |                                                                                                |
| 2018 | 纯数学与应用数学国家研究所                | 里约热内卢, 巴西                | 国际数学家大会在里约热内卢举办日期                                                    | 2018年10月 | CNC                 | AlMgSi合金   | 90      | 展示图片 （页面存档备份，存于）           | 由奥托·阿尔布雷希特赞助                                                                        |
| 2021 | 德意志博物馆                              | 慕尼黑, 德国                    | 数学馆预计重新开放的年份                                                              | 2022年7月  | CNC                 | AlMgSi合金   | 90      | 展示图片 （页面存档备份，存于）           | 由奥托·阿尔布雷希特赞助                                                                        |
| 2023 | 北京应用数学研究院 （页面存档备份，存于） | 北京, 中国                      | 北京雁栖湖应用数学研究院新校区开启                                                    | 2023年7月  | CNC                 | AlMgSi合金   | 90      | 展示图片 （页面存档备份，存于）           | 由奥托·阿尔布雷希特赞助                                                                        |

## 艺术
冈布茨启发了许多艺术家进行创作。
- 由Ulrike Vahl执导的屡获殊荣的短片Gömböc（2010）描绘了四个与日常挫折和障碍作斗争的特立独行的人，他们都具有百折不饶的精神[42]。

- 由Márton Szirmai执导的短片“The Beauty of Thinking”（2012年）是GE Focus Forward电影节的决赛入围者。它讲述了发现冈布茨的故事[43][44]。

- 丹·理查兹（Dan Richards）在广受赞誉的小说Climbing Days（2016）的风景描述中体现了冈布茨独特的形状：“在Montserrat，所有的景观都是冈布茨形状的圆顶和柱子。” [45]

- 概念画家瑞安·甘德（英语：Ryan Gander）举办了一个围绕着自正主题展开的个展，呈现出七个逐渐被黑色火山沙覆盖的大型冈布茨形状[46]。

- 作为Vivien Zhang绘画中经常出现的灵感，冈布茨也在世界各地的美术馆出现过[47]。

- 2020年秋天，海牙的Korzo（荷兰语：Korzo）剧院和比亚里茨的剧院市政厅演出了法国编舞家Antonin Comestaz[48]的单人舞蹈作品《Gömböc》 [49]。

## 媒体
- 冈布茨的发明成为了公众和媒体的焦点，这重复了1974年另一位匈牙利人鲁比克·艾尔诺发明魔方时的成功[50]。作为发现冈布茨的表彰，Domokos和Várkonyi被授予了匈牙利功绩勋章（英语：Hungarian Order of Merit）[51]。纽约时报将其评为2007年最有趣的70个想法之一[52][53]。
- 邮票新闻网站[54]显示，匈牙利于2010年4月30日发布了一版从各个角度展示冈布茨的邮票。翻动邮票册时，冈布茨模型就仿佛动了起来。这套邮票是和中国2010年上海世界博览会上展出的冈布茨模型一起发售的（3月1日至10月31日）。Linn's Stamp News杂志也进行了报道[55]。
- 冈布茨模型2009年7月12日在英国广播公司的QI系列剧集中和主持人斯蒂芬·弗莱一起出现[56]。2020年10月1日在美国智力竞赛节目危险边缘中和主持人Alex Trebek一起出现[57]。
- 在互联网剧集Video Game High School中，第一季插曲Any Game In The House中，角色Ki Swan创造了一个儿童游戏中的拟人化的冈布茨敌人。
- 2018年9月，冈布茨一单面骰子的形式在角色扮演游戏网络漫画Darths and Droids[58]中出现。

## 更多
- 不稳定性
- 單穩態多胞體（英语：Monostatic polytope）
- 倾覆

## 外部連結
- （匈牙利文）（英文）（简体中文）冈布茨網站 （页面存档备份，存于）
- （简体中文）不倒龟壳球 （页面存档备份，存于）